# La Rage au corps
Pour plus de détails, voir Fiche technique et Distribution.
La Rage au corps est un film français réalisé par Ralph Habib et sorti en 1954.

## Synopsis
Une cantinière de chantier, Clara, se donne sans retenue à tous les hommes. Tonio, le seul à refuser ses avances, éveille en elle un sentiment amoureux lui faisant espérer qu'il refrénera ses sens. Ils se marient, mais, lors d'une absence professionnelle de Tonio, Clara se retrouve sous l'emprise de ses démons. Elle découvre alors l'existence d'un traitement médical soignant la nymphomanie. À la faveur d'une hospitalisation inopinée, Clara va bénéficier du traitement.

## Fiche technique
- Titre : La Rage au corps
- Titre original : La Rage au corps
- Réalisation : Ralph Habib
- Scénario : Jean-Claude Aurel, Jacques Companéez
- Dialogues : Paul Andréota, Jacques Companéez, Jacques Natanson
- Musique : Norbert Glanzberg
- Photographie : Roger Hubert
- Décors : Lucien Aguettand
- Montage : Henri Rust
- Pays de production :  France
- Année de tournage : 1953
- Langue de tournage : français
- Tournage extérieur : Hautes-Pyrénées et Paris
- Producteur : Jacques Gauthier
- Coproducteur : Hugo Benedek
- Sociétés de production : EGC (Entreprise Générale Cinématographique), Del Duca Films, PEC
- Société de distribution : Les Films Corona
- Format : noir et blanc — 1.37:1 — monophonique — 35 mm
- Genre : drame
- Durée : 95 min
- Date de sortie : France - 5 février 1954

## Distribution
- Françoise Arnoul : Clara
- Raymond Pellegrin : « Tonio », Antonio Borelli
- Philippe Lemaire : André
- Catherine Gora : Greta
- André Valmy : le psychiatre
- Paul Azaïs : le garagiste
- Antoine Balpêtré : Sébastien
- René Blancard : le bistrotier
- Gérard Buhr : Paul, un ouvrier polonais
- Dominique Davray : la plongeuse de la cantine
- Jean-Claude Pascal : Gino, le guitariste